# فورست میدوز (کالیفرنیا)
فورست میدوز (به انگلیسی: Forest Meadows) یک منطقهٔ مسکونی در ایالات متحده آمریکا است که در شهرستان کالاوراس، کالیفرنیا واقع شده‌است. فورست میدوز ۱۴٫۶۴۷ کیلومتر مربع مساحت و ۱٬۲۴۹ نفر جمعیت دارد و ۱٬۰۲۹ متر بالاتر از سطح دریا واقع شده‌است.